# Мимоход, Сергей Викторович
Сергей Викторович Мимоход (род. 8 декабря 1967) — советский и российский футболист, защитник.
Бо́льшую часть профессиональной карьеры провёл в низших лигах первенств СССР и России за «Металлург» Магнитогорск (1985, 1988—1989, 1994—1995), «Газовик» Оренбург (1990), Металлург (Новотроицк) (1991—1994).
В мае — июне 1994 года сыграл четыре матча в чемпионате Казахстана и один — в Кубке за «Актюбинец» Актюбинск.
Играл за любительский «Пищевик» Орск (1997—1999). Тренер в футбольной секции ДЮСШ ФК «Носта».